# 郭石城
郭石城，中華民國（台灣）旅居德國僑民，曾代表中國國民黨以僑選身份當選第二屆立法委員。